# Брагадіру
Брагадіру (рум. Bragadiru) — місто у повіті Ілфов в Румунії.
Місто розташоване на відстані 12 км на південний захід від Бухареста, 145 км на південь від Брашова.

## Населення
За даними перепису населення 2002 року у місті проживали 8165 осіб.
Національний склад населення міста:
| Національність            | Кількість осіб | Відсоток |
| ------------------------- | -------------- | -------- |
| румуни                    | 8018           | 98,2%    |
| цигани                    | 119            | 1,5%     |
| німці                     | 6              | 0,1%     |
| росіяни-липовани          | 4              | < 0,1%   |
| угорці                    | 2              | < 0,1%   |
| українці                  | 1              | < 0,1%   |
| турки                     | 1              | < 0,1%   |
| серби                     | 1              | < 0,1%   |
| греки                     | 1              | < 0,1%   |
| поляки                    | 1              | < 0,1%   |
| не вказали національність | 1              | < 0,1%   |

Рідною мовою назвали:
| Мова      | Кількість осіб | Відсоток |
| --------- | -------------- | -------- |
| румунська | 8123           | 99,5%    |
| циганська | 15             | 0,2%     |
| німецька  | 6              | 0,1%     |
| російська | 6              | 0,1%     |
| угорська  | 2              | < 0,1%   |
| турецька  | 1              | < 0,1%   |
| сербська  | 1              | < 0,1%   |
| польська  | 1              | < 0,1%   |

Склад населення міста за віросповіданням:
| Релігія                                       | Кількість осіб | Відсоток |
| --------------------------------------------- | -------------- | -------- |
| православні                                   | 8077           | 98,9%    |
| римо-католики                                 | 22             | 0,3%     |
| адвентисти                                    | 18             | 0,2%     |
| баптисти                                      | 12             | 0,1%     |
| мусульмани                                    | 11             | 0,1%     |
| п'ятдесятники                                 | 6              | 0,1%     |
| греко-католики                                | 5              | 0,1%     |
| лютерани (Синодально-пресвітеріанська церква) | 2              | < 0,1%   |
| реформати                                     | 1              | < 0,1%   |
| не релігійні                                  | 1              | < 0,1%   |
| атеїсти                                       | 1              | < 0,1%   |

## Зовнішні посилання
- Дані про місто Брагадіру на сайті Ghidul Primăriilor [Архівовано 14 травня 2012 у Wayback Machine.]